# Maren Haile-Selassie
Maren Haile-Selassie (sinh ngày 13 tháng 3 năm 1999) là một cầu thủ bóng đá người Thụy Sĩ thi đấu cho FC Zürich ở vị trí tiền vệ.

## Sự nghiệp chuyên nghiệp
Haile-Selassie ra mắt chuyên nghiệp cho Zürich trong chiến thắng 2–1 tại Giải bóng đá vô địch quốc gia Thụy Sĩ trước FC Thun vào ngày 30 tháng 7 năm 2017.

## Sự nghiệp quốc tế
Haile-Selassie sinh ra ở Thụy Sĩ trong một gia đình người Ethiopia. Anh là cầu thủ trẻ thi đấu quốc tế cho the Swiss U19s.